# مايكل إم ريا
مايكل إم ريا، ولد في 19 يناير 1927 وتوفي في صيف عام 1996، وهو قاص وكاتب وإذاعي ورجل أعمال أمريكي، ومؤسس جائزة ريا للقصة القصيرة.

## حياته ومسيرته المهنية
ولد مايكل ريا في مدينة نيويورك، ونشأ في بيتسبرغ بولاية بنسلفانيا، في سن السابعة عشر، انضم إلى سلاح مشاة البحرية الأمريكية وخدم في شمال الصين في نهاية الحرب العالمية الثانية. في العام 1952 تخرج من جامعة فيرجينيا بدرجة البكالوريوس تخصص اللغة الإنجليزية.
خلال الفترة من 1952 إلى 1969، كان يشغل منصب نائب رئيس شركة Oliver Tyrone Corporation، وهي شركة عقارية عائلية في بيتسبرغ. وخلال الفترة من 1970 إلى 1979 كان يعمل في مجال العقارات في منطقة واشنطن دي سي، وهناك أسس شركة هيرا الإذاعية Harrea Broadcasting التي تمتلك وتدير محطات إذاعية في ولاية بنسلفانيا وماريلاند.
كتب مايكل ريا، وهو قارئ شغوف، روايات قصيرة وجمع الطبعات الأولى من القصص القصيرة الأمريكية. كما عُرف بأنه جامع للفنون الجميلة، حيث مُنح منصب أمين متحف Solomon R. Guggenheim ومعرض كوركوران  للفنون ومتحف نورتون للفنون.
نشر خلال تلك الفترة إصدارات أدبية فاخرة «النحت الأمريكي المبكر» و «سينجرإسحاق باشيفيس في جوراي»، وكذلك «وجدت أراضي للدفن في نيو إنجلاند»، وغيرها

## تأسيس جائزة ريا للقصة القصيرة
في العام 1986 أطلق جائزته الشهيرة: جائزة ريا للقصة القصيرة.
بعد انطلاق ونجاح الجائزة كان مايكل ريا يقوم تحرير مختارات من القصة الأمريكية: خاصة القصص القصيرة من الجائزة ريا، مثل ايكو برس في العام 1994 وهو كتاب يتكون من 21 قصة تمثل الفائزين بجائزة ريا والمرشحين الذين تم اختيارهم من قبل سبعة محلفين للجائزة مثل آن بيتي، ستانلي إلكين، جويس كارول أوتس، سينثيا أوزيك، شانون رافينيل، جوي ويليامز، وتوبياس وولف.
لتمويل الجائزة أسس مايكل مؤسسة دونجانون، التي سميت على اسم مسقط رأسه في أيرلندا الشمالية. وقد أرجع حبه للقصة القصيرة إلى أسلافه الأيرلنديين. كان يقول: «كان الأيرلنديون رائعين في سرد القصص». وأن «الدافع الأساسي للجائزة هو تعزيز قضية أدبية، وترقية الشكل وإعطائه مكانة مرموقة».
أعطى مايكل الاستقلالية الكاملة لهيئة التحكيم السنوية المكونة من ثلاث شخصيات أدبية بارزة واختار عدم المشاركة في عملية التحكيم. لكن عندما يتم اختيار الفائز كان ينضم إلى هيئة المحلفين في حفل غداء خاص. وأثناء مأدبة الغداء تلك، كان يتصل هاتفياً بالفائز لنقل الأخبار الرائعة بنفسه.
بعد وفاته عام 1996، استمرت أرملته إليزابيث ريتشبورج ريا في هذا التقليد. بالإضافة إلى جائزة ريا للقصة القصيرة، كذلك ترعى مؤسسة دونجانون.